# Uromunna deodata
Uromunna deodata är en kräftdjursart som beskrevs av Mueller 1993G. Uromunna deodata ingår i släktet Uromunna och familjen Munnidae. Inga underarter finns listade i Catalogue of Life.